# Імре Тимко
Імре Тімко (угор. Timkó Imre; Будапешт, 13 серпня 1920 — Ніредьгаза, 30 березня 1988) — греко-католицький священник, третій єпископ Гайдудорозької єпархії, церковний письменник.

## Кар'єра
Народився в Будапешті 13 серпня 1920 року. Після закінчення середньої школи в 1938 році вступив до Бенедиктинського ордену. Завершив богословські студії в Папському університеті св. Ансельма в Римі, а згодом на теологічному факультеті Університету ім. Пазманя Петера між 1940 і 1945 роками. Був висвячений на священника єпископом Міклошем Дудашем у Ніредьгазі 9 грудня 1945 року.
У 1945—1948 роках був капеланом греко-католицького університету та коледжу в Будапешті. У 1948 році отримав ступінь доктора богослов'я на богословському факультеті. У 1948—1952 роках викладав східне богослов'я на богословському факультеті, у 1952—1957 роках — приват-доцент, у 1957—1959 роках — доцент, у 1959—1975 роках — завідувач кафедри історії ранньохристиянської Церкви та догматики. У 1962 році брав участь у першій сесії Другого Ватиканського Собору у складі угорської делегації. У той час він був агентом угорської розвідки під ім'ям Яноша Кіша.
З 1966 року канонік Гайдудорозької єпархії. З 1969 року він був єпископським вікарієм Шорванського вікаріату дієцезії Гайдудороґ. У 1972 році, після смерті єпископа Міклоша Дудаша, він був вікарієм Гайдудорозької єпархії та Апостольського екзархату Мішкольц.

### Єпископська кар'єра
10 січня 1975 року Папа Павло VI призначив його єпископом Гайдудорозьким і Апостольським адміністратором Мішкольца. 8 лютого 1975 року єпископські свячення здійснив єпископ Йоахім Сегеді, єпископ Крижевецький, за участю архиєпископа Калочі Юзефа Ійдяша та архиєпископа Егерського Юзефа Банка. Того ж дня в другій половині дня Імре Тимко висвятив д-ра Сіларда Керестеша, якого Святий Престол призначив єпископом-помічником. Його єпископський девіз — Katholiké — Oikumené, що виражає його прихильність до екуменізму. Він брав активну участь у підготовці першої офіційної зустрічі між Католицькою Церквою та Екуменічною Радою Церков в Угорщині та в роботі екуменічного руху в Угорщині.
Серед видатних досягнень його єпископського служіння — інфраструктурний розвиток Ніредьгазького інституту підготовки священників та Богословського колегіуму (сьогодні — Греко-католицька богословська колегія святого Атаназія), оновлення освіти, розширення єпархіальної бібліотеки та наукове дослідження її старослов'янськомовних скарбів, а також створення основ церковної мистецької колекції. Продовжуючи зусилля свого попередника, він розвивав греко-католицьку діаспору, засновуючи нові парафії.
З 1955 року до своєї смерті він був агентом державної оборони під ім'ям Янош Кіш.
Помер у середу, 30 березня 1988 року. Похований у крипті костелу в Маріяпоці.

## Його праці
- Східне християнство, Східні церкви, Будапешт, 1971
- (ред.) Ювілейна пам'ятна книга візантійсько-католицької єпархії Гайдудорога (1912—1987), Ніредьгаза, 1987
- Об'єднані східні християни в Угорщині, у: Богословсько-практичне щоквартальне видання 117/3. (1969) 223.
- Успіння Пресвятої Богородиці в східному християнстві, в: Вігілія 17/01-12. (1952) 394.
- Відносини між римським і візантійським ранньохристиянським церковним мистецтвом, у: Vigilia 26/05. (1961) 269.
- Природне і надприродне в християнському погляді на історію, в: Вігілія 28/01-12. (1963) 11.
- «Екумена», у: Вігілія 29/9. (1964) 533.
- Співіснування латинського та грецького християнства під час правління святого Стефана (XI ст.), у: Вігілія 35/11. (1970) 727.
- Угорці-завойовники та візантійське християнство (9-10 ст.), у: Вігілія 35/10. (1970) 659.
- Відносини мандрівних угорців зі східним християнством до завоювання (V—IX ст.), у: Вігілія 35/8. (1970) 507.

## Більше інформації
- Єпископ Імре Тімко, католицька ієрархія (angol)